# 平山街道 (本溪市)
平山街道，是中华人民共和国辽宁省本溪市平山区下辖的一个乡镇级行政单位。

## 行政区划
平山街道下辖以下地区：
春合社区、前进社区、学院社区、溪园社区、永兴社区和艺术社区。